# Pekka Tirkkonen (Eishockeyspieler)
Pekka Tirkkonen (* 17. Juli 1968 in Savonlinna) ist ein ehemaliger finnischer Eishockeyspieler und -trainer. Er ist seit der Saison 2021/22 Cheftrainer von Herning Blue Fox in der dänischen Metal Ligaen. Während seiner aktiven Karriere spielte er zwischen 1984 und 2008 in mehreren europäischen Ligen und war mit der finnischen Nationalmannschaft international vertreten.

## Laufbahn
Tirkkonen nahm als Spieler mit der finnischen Nationalmannschaft an den Weltmeisterschaften 1989 und 1990 sowie dem Canada Cup 1991 teil. Er spielte in der SM-liiga für die Vereine TPS Turku, KalPa Kuopio und SaiPa Lappeenranta. Auslandsstationen seiner Spielerkarriere waren Tschechien (kurzzeitig in der Saison 1993/94: HC Kometa Brno), Deutschland (1996/97: Rosenheim, 1997/98: Augsburg; jeweils DEL), Schweden (2003/04: Linköpings HC) und Dänemark (2004–2008: Herning Blue Fox). Er wurde dreimal finnischer (1989, 1990, 1991) und dreimal dänischer Meister (2005, 2007, 2008).
Im November 2008 wurde Tirkkonen Cheftrainer beim finnischen Zweitligisten SaPKo Savonlinna und hatte das Amt bis 2012 inne. In seiner letzten Saison bei SaPKo (2011/12) wurde er als „Trainer des Jahres“ der zweiten finnischen Liga ausgezeichnet. Von 2012 bis 2016 trainierte er dann den Erstligaklub SaiPa. In der Saison 2013/14 wurde ihm die nach Kalevi Numminen benannte Auszeichnung als „Trainer des Jahres“ in der SM-liiga verliehen.
Im Juni 2016 wurde er als Cheftrainer vom EHC Kloten aus der Schweizer National League A unter Vertrag genommen. Er führte die Mannschaft im Frühjahr 2017 zum Cupsieg, nach einem schwachen Auftakt in die Saison 2017/18 (elf Niederlagen in 13 Partien) wurde er Mitte Oktober 2017 in Kloten entlassen.
Im Februar 2018 gaben die Grizzlys Wolfsburg aus der Deutschen Eishockey Liga Tirkkonens Verpflichtung als Cheftrainer von der Saison 2018/19 an bekannt. Am 22. Oktober 2018 gab der Verein die Trennung nach 13 Spielen, aus denen die Mannschaft unter Tirkkonens Leitung neun Punkte holte, bekannt. Zur Saison 2019/20 kehrte er nach Finnland zurück und übernahm die Position des Cheftrainers bei JYP Jyväskylä. Zur Saison 2021/22 wurde vom dänischen Erstligisten Herning Blue Fox als Cheftrainer verpflichtet.

## Erfolge und Auszeichnungen
- 1989 Finnischer Meister mit TPS Turku
- 1990 Finnischer Meister mit TPS Turku
- 1991 Finnischer Meister mit TPS Turku
- 2005 Dänischer Meister mit den Herning Blue Fox
- 2007 Dänischer Meister mit den Herning Blue Fox
- 2008 Dänischer Meister mit den Herning Blue Fox
- 2012 Trainer des Jahres der Mestis (als Cheftrainer)
- 2014 Kalevi-Numminen-Trophäe (als Cheftrainer)
- 2017 Swiss-Ice-Hockey-Cup-Gewinn mit dem EHC Kloten (als Cheftrainer)

### International
- 1986 Goldmedaille bei der U18-Junioren-Europameisterschaft
- 1987 Goldmedaille bei der U20-Junioren-Weltmeisterschaft
- 1988 Bronzemedaille bei der U20-Junioren-Weltmeisterschaft

## Familie
Tirkkonen, der drei Töchter hat, entstammt einer Eishockey-Familie. Sein 2012 verstorbener Vater Paavo Tirkkonen war ebenfalls Nationalspieler und nahm an den Olympischen Spielen 1968 in Grenoble teil.